# مسجد كوكونوزي
مسجد كوكونوزي أو مسجد البازار الجديد (بالإنجليزية: Kokonozi Mosque)، هو مسجد تاريخي يقع في مدينة تيرانا عاصمة دولة ألبانيا في أوروبا.

## التاريخ
- يعود  تاريخ بناء المسجد إلى العهد العثماني، تم بناؤه عام 1750.[4]

- يعتبر من أحد المساجد القليلة التي نجت من الدكتاتورية الشيوعية،

- في عام 1966، تم إغلاق مسجد كوكونوزي وتحويله إلى مخزن للمواد الغذائية، ثم تم استخدامه لاحقًا كمخزن للتبغ.

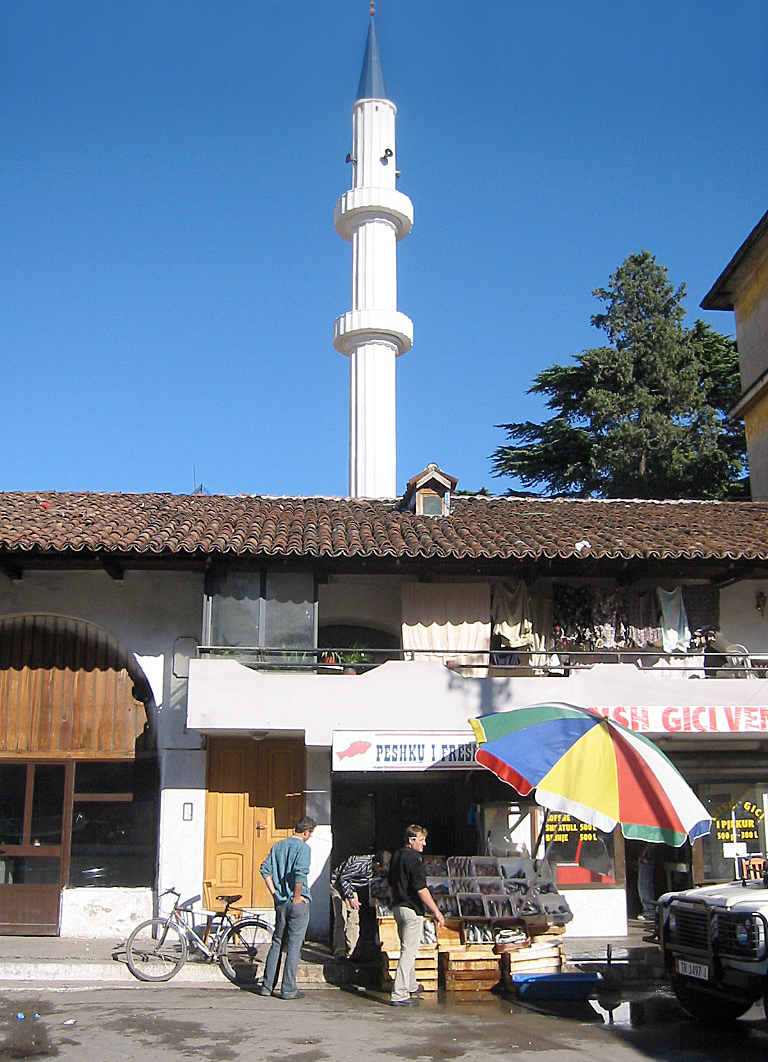
مسجد كوكونوزي ويعرف أيضاً بإسم مسجد البازار الجديد في ألبانيا

- مسجد كوكونوزي ويعرف أيضاً بإسم مسجد البازار الجديد في ألبانيا في 18 فبراير 1991 أعيد إفتتاح مسجد كوكونوزي للصلاة والعبادة.[5]